# 兰佩杜萨岛
兰佩杜萨岛（義大利語：Isola di Lampedusa）是地中海中部佩拉杰群岛中的一座岛屿，行政上隶属于意大利阿格里真托省蘭佩杜薩和利諾薩市鎮，面积20.2平方千米，为佩拉杰群岛中最大的岛屿。兰佩杜萨岛地处意大利的最南端，距西西里岛205公里，距马耳他176公里，距突尼斯海岸113公里。旅游业为主要经济支柱。
由于距离非洲大陆较近，故成为非洲非法移民进入欧洲的中转站。

## 交通
飛機：島上有一座與義大利本土通航的蘭佩杜薩機場，走路能到市中心。

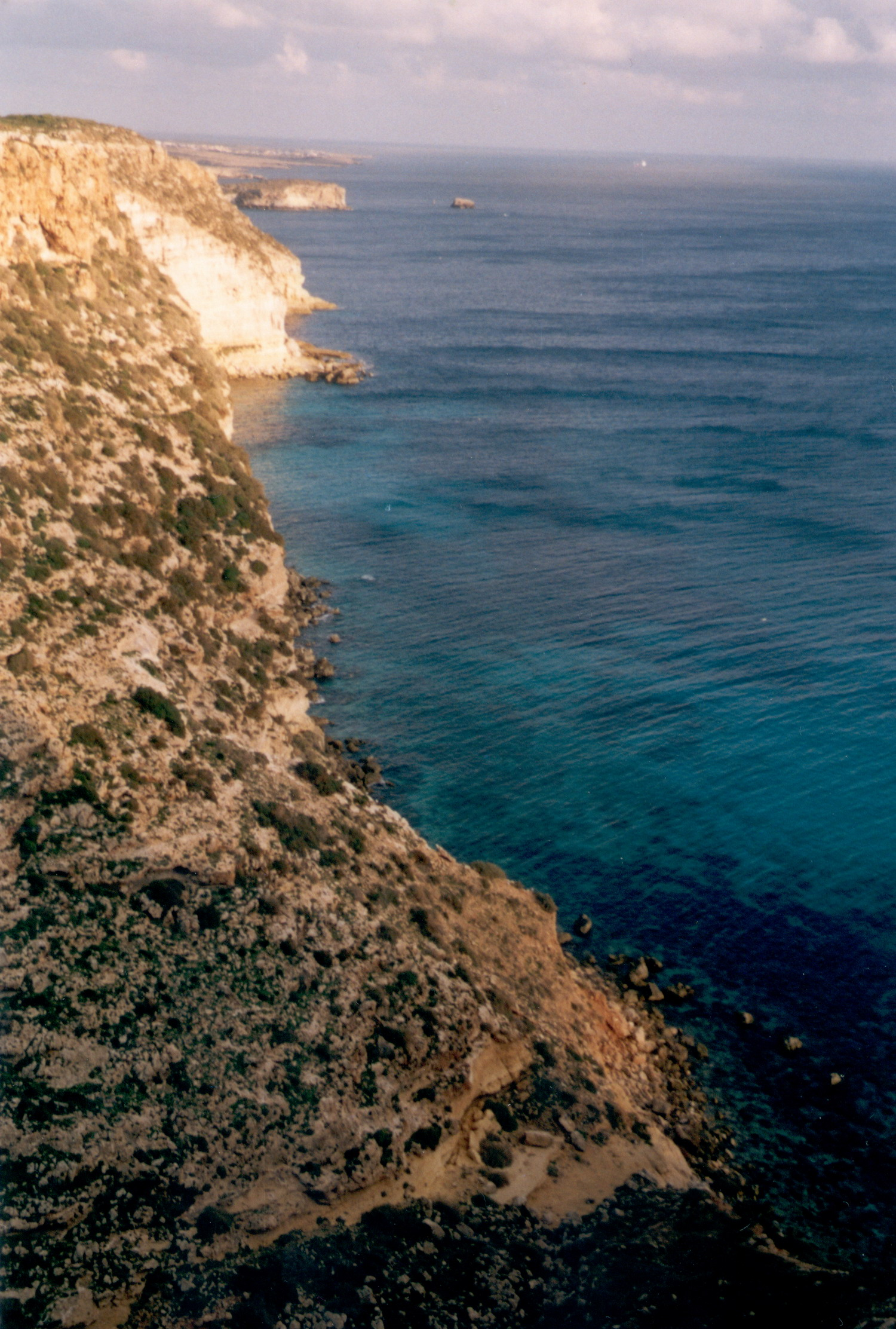
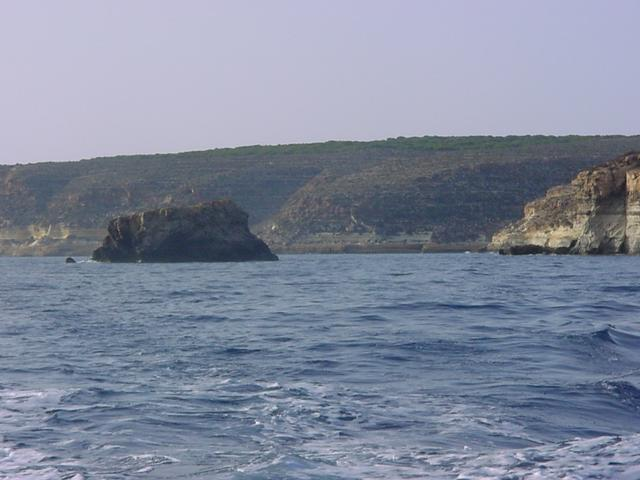

公車：島上有兩條公車路線。